# Toxoplasma (Band)

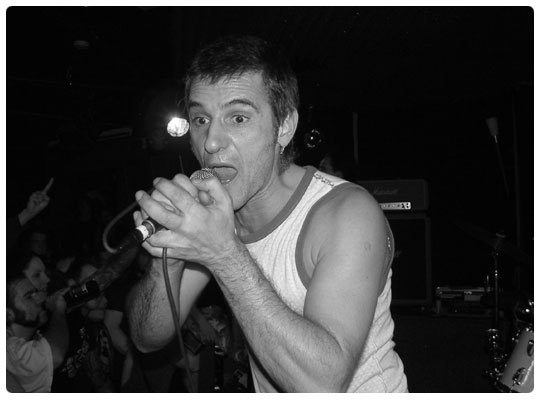
Toxoplasma Auftritt, 2005

Toxoplasma ist eine deutsche Punk-Band aus Neuwied. Der Bandname leitet sich ab von der Infektionskrankheit Toxoplasmose, an der der Sänger Wally in den späten 1970er Jahren erkrankt war.

## Geschichte

### Die 1980er Jahre
Die Band wurde 1980 in Neuwied am Rhein, Stadtteil Feldkirchen, gegründet und bestand zunächst aus Wally Walldorf, Stefan, Harry und Markus B., der nach nur wenigen Proben durch Uwe Schellhaas ersetzt wurde. 1981 veröffentlichte die Band eine Demoaufnahme; 1982 war die Band auf dem deutsch-amerikanischen Sampler Underground Hits des Berliner Labels Aggressive Rockproduktionen (AGR) mit drei Stücken vertreten, auf welchem sie im Folgejahr auch ihr erstes Album veröffentlichte.
Gleichzeitig ging die Band mit der amerikanischen Reggae-/Hardcore-Punk-Band Bad Brains auf Tournee durch Deutschland. Nach dieser Tournee wechselte Stefan als Schlagzeuger zu Canal Terror, dafür kam Thomas „Mitch“ Michel als Bassist in die Band. 1985 stieg auch Harry aus. Nach weiteren Wechseln und Ausfällen löste sich die Band 1986 zum ersten Mal auf.

### Die 1990er Jahre
Anfang der 1990er Jahre nahmen Wally als Sänger, Mitch am Bass und Uwe Schellhaas an der Gitarre mit einem Drumcomputer bei AGR neue Platten mit Metal-Einfluss auf. In dieser Besetzung entstand die Mini-LP Monsters of Bullshit, die im Jahr 1990 erschien. Daraufhin kamen Andreas „Mini“ Berg als Drummer und George Rademacher als weiterer Gitarrist in die Band. 1991 erschien die LP Ausverkauf, danach verließ Uwe die Band. Nach drei weiteren LP-Veröffentlichungen in dieser Besetzung, Samplerbeiträgen und Touren löste sich die Band 1998 zum zweiten Mal auf.

### Die Wiedervereinigung (2004 bis heute)
2004 trat die Band wieder in Originalbesetzung auf. Das gespielte Repertoire ist jedoch frei von jeglichem Metal-Einfluss. Uwe wurde im Sommer 2005 durch Boris an der Gitarre ersetzt, Harry im Winter 2008 durch Hermann von den Bubonix.

## Trivia
Wally betreibt das in Koblenz ansässige Tonstudio Toxomusic.

## Diskografie

### Alben, EPs und Singles
- 1983: Toxoplasma (AGR, 2004 von Weird System wiederveröffentlicht)
- 1990: Monsters of Bullshit (AGR)
- 1991: Ausverkauf (AGR)
- 1992: Gut & Böse (AGR)
- 1994: Leben verboten (Impact Records)
- 1995: Split-7" mit Small But Angry (Impact Rec.)
- 1995: … Spielen ihre Lieder (Live) (Impact Rec.)
- 1994: Demos ’82 (7"-Single, Get Happy!! Records)
- 1995: Demos ’81 (7"-Single, Get Happy!! Records)
- 2012: Demos 81/82 (Wiederveröffentlichung der Singles bei Twisted Chords)
- 2013: Köter (LP, Album, Ltd,) (Aggressive Punk Produktionen)

### Samplerbeiträge
- 1983: Arschlecker und Psychoanalyse auf Underground Hits
- 1984: Bunkerparty und Noch mehr Orden auf Mutti’s muntere Melodei
- 1986: Föhnlied auf The Power of Love – International Hardcore Compilation
- 1992: Alles oder nichts und Mutantentanz auf Willkommen zur Alptraummelodie
- 1997: Ohne mich auf Schlachtrufe BRD V